# Sterke verhalen (Vlaams televisieprogramma)
Sterke verhalen (1997-1999), was een Vlaams televisieprogramma op Eén, gebaseerd op een reeks theatermonologen van acteur Luk Wyns.
Zowel in de theatershow als het televisieprogramma stonden urban legends centraal. Het programma wisselde af tussen theatermonologen waarbij Wyns een urban legend vertelde en filmpjes waarin acteurs zo'n verhaal uitbeeldden. Doordat bepaalde verhalen amusant en andere dan weer angstaanjagend waren kan de serie als tragikomisch worden omschreven.
Bij Uitgeverij Manteau, Antwerpen, is ook een serie boeken rond "Sterke Verhalen" door Wyns uitgegeven. Er is ook een dvd beschikbaar.
De reeks kreeg vervolgen onder de naam "Schaamteloze Vertellingen" (2000-2001) en "De Maniak en andere verhalen" (2001-2002).